# Schneiders rondbladneus
De Schneiders rondbladneus (Hipposideros speoris)  is een zoogdier uit de familie van de bladneusvleermuizen van de Oude Wereld (Hipposideridae). De wetenschappelijke naam van de soort werd voor het eerst geldig gepubliceerd door Schneider in 1800.

## Kenmerken
Net als de hoefijzerneuzen heeft hij een neusblad, met daaronder een U-vormig, vlezig gedeelte. Overdag vindt men hem in grotten, tunnels en gebouwen. De lichaamslengte bedraagt 4,5 tot 6 cm, de staartlengte 2 tot 3 cm en het gewicht 9 tot 12 gram.

## Leefwijze
Deze insectivore soort is een middelgrote vertegenwoordiger.

## Verspreiding
Deze in groepsverband levende soort komt voor in de tropische bossen van Zuid-Azië, met name in India en Sri Lanka.

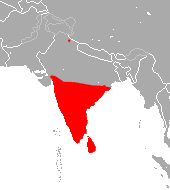
Verspreidingsgebied